# 喀布爾抓飯
喀布爾抓飯（Kabuli palaw、波斯語：‎），是一種流行於阿富汗、伊朗、烏茲別克和塔吉克等中亞国家的抓飯。
喀布爾抓飯通常以蒸米飯加上葡萄乾、胡蘿蔔、羊肉或牛肉，並隨各地區有所不同。

## 外部連結
- Qabili Palao（页面存档备份，存于）